# St. Gangolf (Münchenlohra)

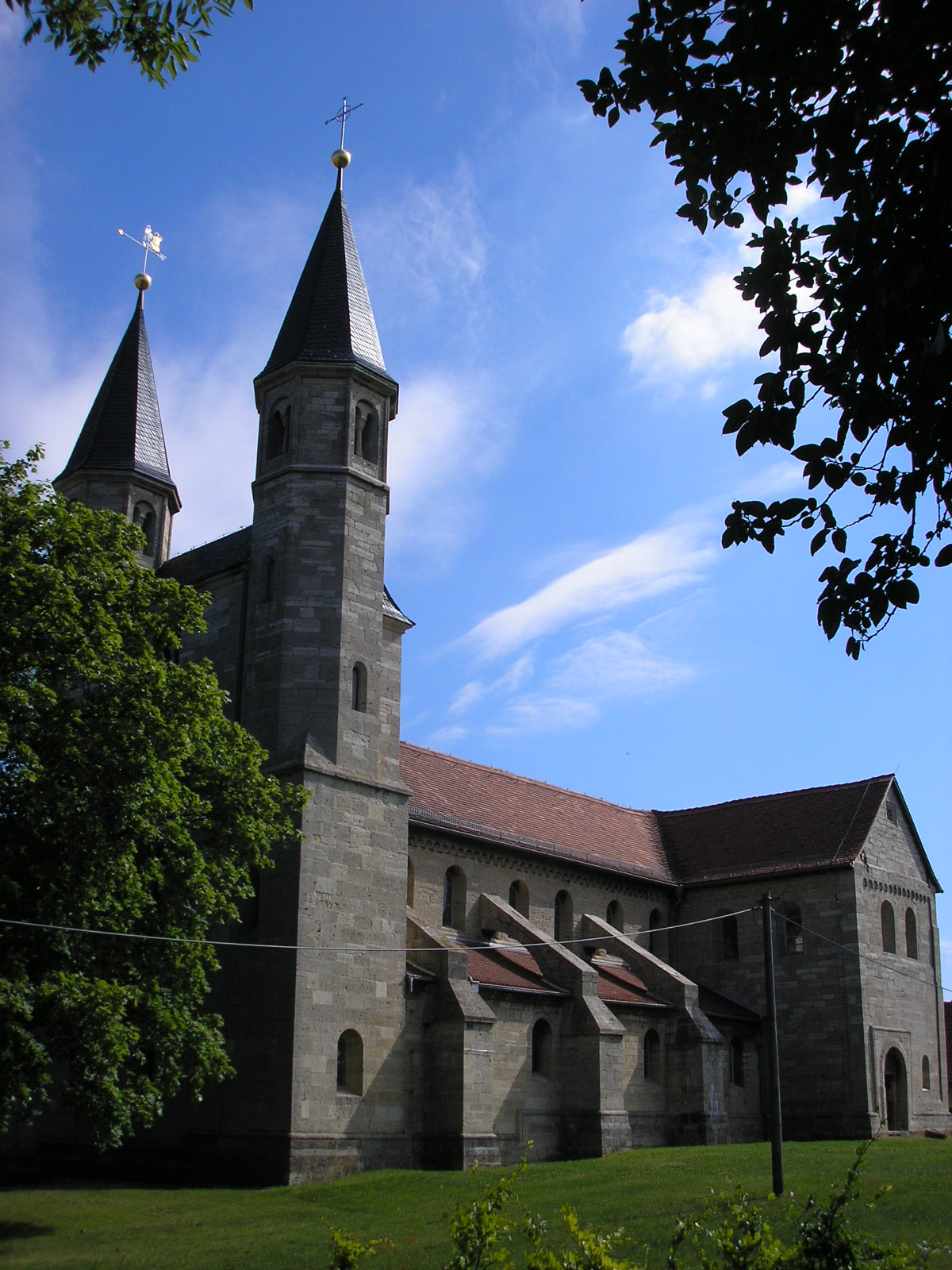
Jihozápadní strana kostela

Bazilika Sv. Gangolfa v obci Münchenlohra (současná obec Großlohra, Nordhausen) je románský klášterní kostel v severním Durynsku.

## Historie
Klášter Lohra byl založen kolem roku 1170 hrabětem z Lohry, který sídlil na blízkém hradě Lohra a pojmenován po svatém Gangolfovi. Poskytl přístřeší benediktinkám a augustiniánkám. Ve stejné době byl postaven také klášterní kostel. Po reformaci byl klášter roku 1546 sekularizován a kostel chátral. Roku 1590 získal budovy rod Gladebecků z Northeimu. V tomto období byla zbořena většina vedlejších stavení, zůstala pouze budova kostela, která byla roku 1666 sanována na pokyn Boda von Gladebecka. Roku 1701 rod vymřel a roku 1815 propadl tento majetek pruskému státu. Roku 1732 byla část kostela zbořena a zbylá část sloužila jako kostel obce Münchenlohra.
Roku 1845 navštívil Münchenlohru generální konzervátor Ferdinand von Quast a navrhl uvést kostel do původního stavu. Rekonstrukci vedl Carl Schäfer v letech 1882 až 1885. V letech 1951 až 1957 probíhaly úpravy a zajištění základů stavby.

## Budova
St. Gangolf je po rekonstrukci opět trojlodní bazilikou s půdorysem latinského kříže a dvojicí věží na západní straně. Chór a obě boční lodě jsou uzavřeny apsidami. Pod chórem se nachází rozlehlá krypta.
V hlavní apsidě stojí gotický mariánský oltář. Vznikl v letech 1510 až 1515 a pochází z kostela v Karritzu ve Staré marce; roku 1957 byl přenesen do Münchenlohry. Předtím byl instalován v katedrále ve Stendalu.
Křtitelnice pochází z 15. století.
Oba kostelní zvony se nachází v přístavbě mezi věžemi. Menší vyrobil roku 1894 Peter Schilling v Apoldě; větší (700 kg) pochází ze zrušeného kostela obce Kayna a byl odlit roku 1316.
Varhany vyrobily roku 1853 dílny Knauf v Bleicherode.